# ZENIT
ZENIT es una agencia de noticias de carácter internacional y sin ánimo de lucro, formada por profesionales y voluntarios. Fue lanzada en 1998 como un apostolado del Movimiento Regnum Christi. Es dirigida en México junto al sitio de difusión de contenidos católicos Catholic.net, manteniendo su equipo de redacción en Roma desde donde se publican los contenidos en el sitio web.
Bajo el eslogan "el mundo visto desde Roma" tienen como principal labor la difusión de contenidos relacionados con la Iglesia Católica, así como la publicación de los discursos, mensajes y homilías del Papa. Entre sus áreas de interés se encuentran los Dicasterios de la Curia vaticana, universidades pontificias, conferencias episcopales, santuarios, diócesis y parroquias.

## Historia
Fue fundada en 1997 como una agencia de noticias organizada desde Roma para difundir el mensaje del entonces Papa Juan Pablo II al mundo. Ha tenido una directa relación con los Legionarios de Cristo, quienes han encargado su dirección y traducción a laicos a lo largo de su historia. Uno de los colaboradores más importantes ha sido Jesús Colina, cofundador y director de la agencia de noticias, quien renunció en 2011 a petición del Consejo directivo de la organización, debido a la decisión de dar mayor identidad institucional al proyecto editorial. Jesús Colina fundaría en 2013 la plataforma de información Aleteia que publica actualmente en siete idiomas.

En una entrevista realizada en 2014 al P. Eduardo Robles-Gil, L.C., entonces director general de los Legionarios de Cristo, se refiere a Zenit con las siguientes palabras:
«Hoy los medios de comunicación social son muy importantes. Yo durante mucho tiempo he seguido las noticias de la Iglesia a través de ZENIT, y creo mucho en el servicio que dan. Considero que, entre las tantas noticias, la Iglesia sea siempre una noticia positiva. Quisiera agradecerle a todos los que en el pasado han vuelto posible este servicio eclesial y a aquellos que lo vuelven posible hoy» 
En noviembre de 2020, durante la pandemia por la COVID-19, la Agencia de Noticias Zenit debió reestructurarse, funsionándose con el portal católico Catholic.net, uniendo fuerzas para seguir evangelizando a través de artículos informativos y cursos en línea.